# Pycreus flavescens
Pycreus flavescens là loài thực vật có hoa trong họ Cói. Loài này được (L.) P.Beauv. ex Rchb. miêu tả khoa học đầu tiên năm 1830.

## Hình ảnh

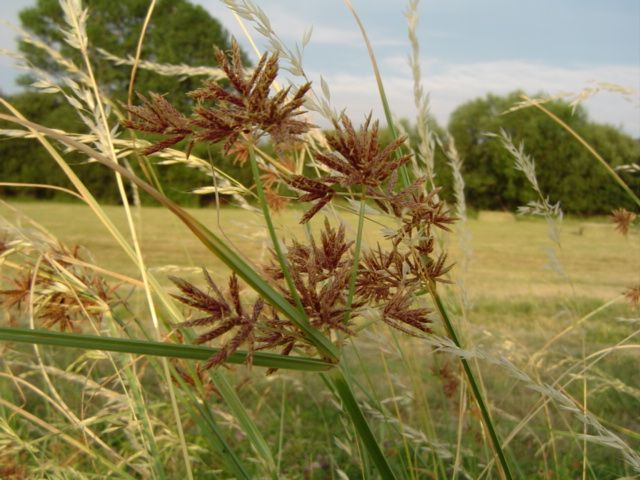
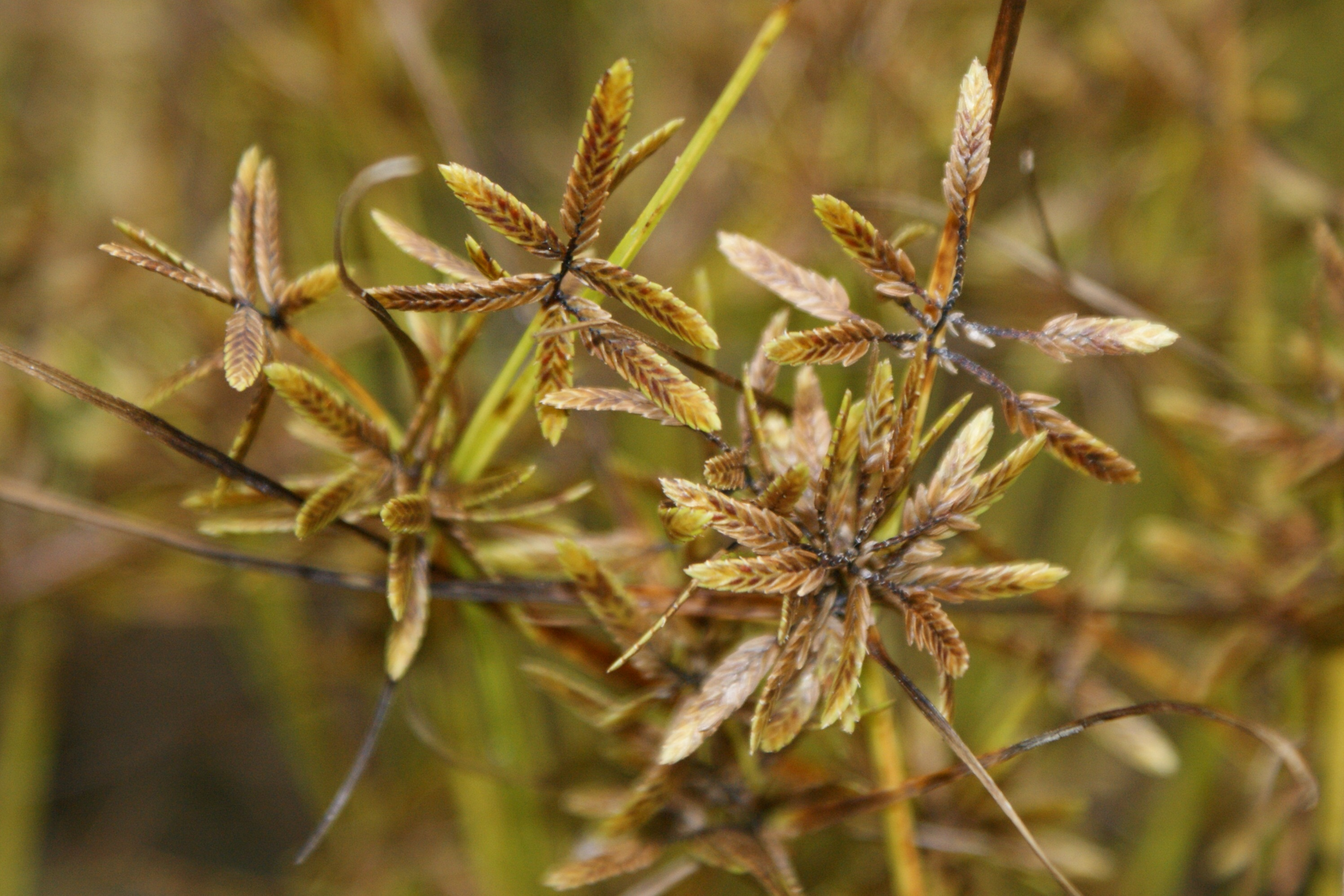
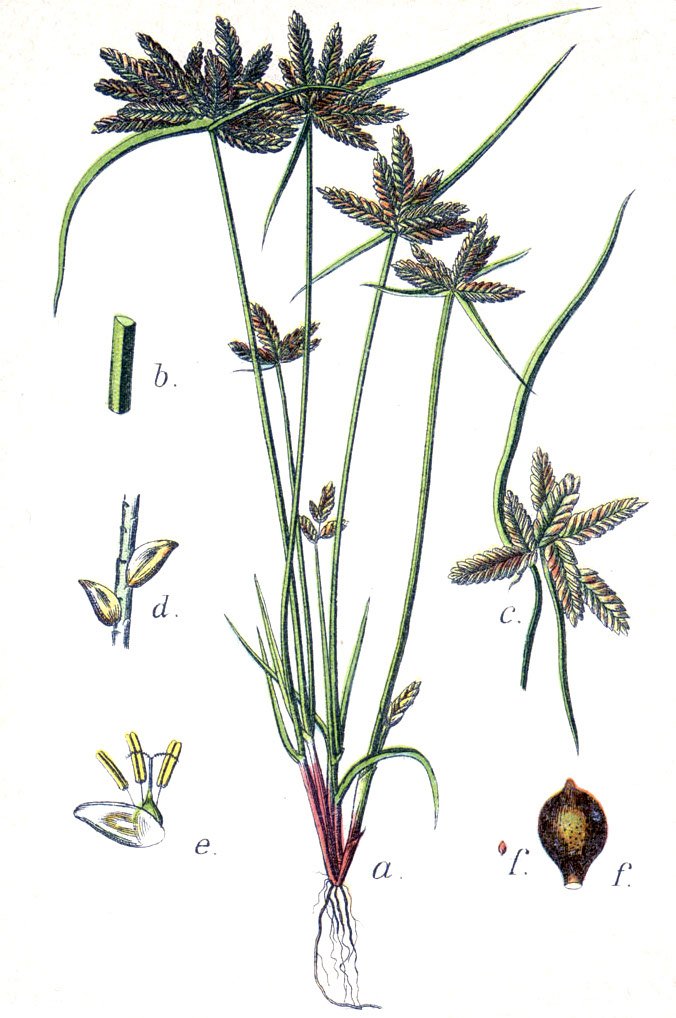
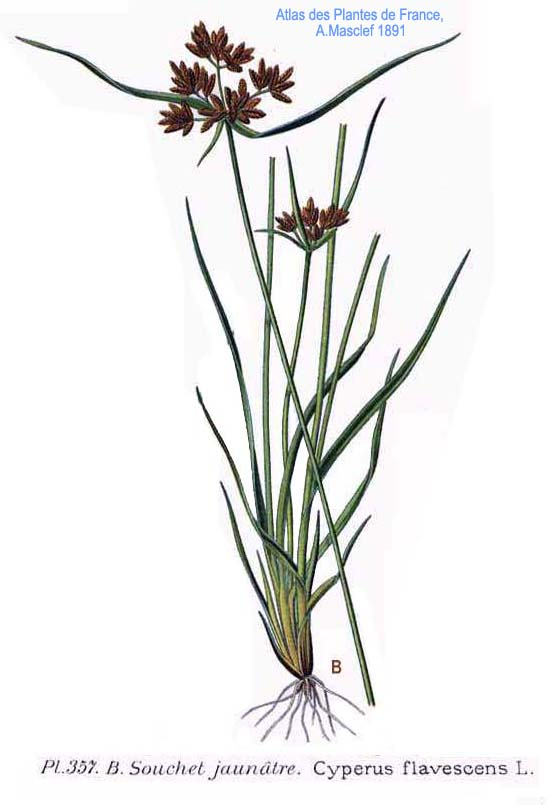